# Polen op de Olympische Zomerspelen 1952
Polen nam deel aan de Olympische Zomerspelen 1952 in Helsinki, Finland. Voor het eerst sinds 1932 werd weer goud gewonnen.

## Medailleoverzicht
| Sport  | Olympiër          | Onderdeel | Medaille |
| ------ | ----------------- | --------- | -------- |
| Boksen | Zygmunt Chychła   | -67kg (m) | Goud     |
| Boksen | Aleksy Antkiewicz | -60kg (m) | Zilver   |
| Turnen | Jerzy Jokiel      | vloer (m) | Zilver   |
| Roeien | Teodor Kocerka    | skiff (m) | Brons    |

## Deelnemers en resultaten

### Atletiek
| Olympiër                                                                       | Onderdeel                | Resultaat | Prestatie                                                    |
| ------------------------------------------------------------------------------ | ------------------------ | --------- | ------------------------------------------------------------ |
| Emil Kiszka                                                                    | 100m (m)                 | 28e       | serie 5: 3de in 11,13                                        |
| Roman Budzyński                                                                | 200m (m)                 | 31e       | serie 3: 2de in 23,37 kwartfinale 4: 6de in 22,51            |
| Gerard Mach                                                                    | 200m (m)                 | 22e       | serie 11: 2de in 22,16 kwartfinale 6: 4de in 22,12           |
| Zdobysław Stawczyk                                                             | 200m (m)                 | 22e       | serie 7: 2de in 22,22 kwartfinale 1: 4de in 22,12            |
| Gerard Mach                                                                    | 400m (m)                 | DNF       | serie 10: 2de in 48,64 kwartfinale 4: niet gestart           |
| Roman Korban                                                                   | 800m (m)                 | 31e       | serie 3: 4de in 1.54,7                                       |
| Edmund Potrzebowski                                                            | 800m (m)                 | 17e       | serie 2: 2de in 1.52,6 halve finale 3: 5de in 1.53,7         |
| Mieczysław Długoborski                                                         | 1500m (m)                | 36e       | serie 1: 6de in 3.57,8                                       |
| Stefan Lewandowski                                                             | 1500m (m)                | 41e       | serie 5: 7de in 4.00,8                                       |
| Edmund Potrzebowski                                                            | 1500m (m)                | 32e       | serie 6: 6de in 3.56,8                                       |
| Alojzy Graj                                                                    | 5000m (m)                | 18e       | serie 2: 7de in 14.30,0                                      |
| Jan Szwargot                                                                   | 5000m (m)                | DNS       | serie 1: niet gestart                                        |
| Jan Szwargot                                                                   | 10000m (m)               | DNS       | niet gestart                                                 |
| Jan Kielas                                                                     | 3000m steeplechase (m)   | 18e       | serie 2: 7de in 9.15,4                                       |
| Dominik Sucheński Zygmunt Buhl Zdobysław Stawczyk Emil Kiszka Roman Budzyński  | 4x100m (m)               | 9e        | serie 1: 3de in 41,8 halve finale 1: 5de in 41,8             |
| Winand Osiński                                                                 | marathon (m)             | 47e       | 2:54.38,2                                                    |
| Henryk Grabowski                                                               | verspringen (m)          | 21e       | kwalificatie groep A: 10de met 6,77m                         |
| Stanisław Kowal                                                                | hink-stap-springen (m)   | 28e       | kwalificatie groep A: 14de met 14,03m                        |
| Zygfryd Weinberg                                                               | hink-stap-springen (m)   | 10e       | kwalificatie groep B: 4de met 14,65m finale: 10de met 14,76m |
| Edward Adamczyk                                                                | polsstokhoogspringen (m) | DNS       | kwalificatie: niet gestart                                   |
| Zenon Ważny                                                                    | polsstokhoogspringen (m) | 22e       | kwalificatie groep B: 14de met 3,80m                         |
| Tadeusz Krzyżanowski                                                           | kogelstoten (m)          | 10e       | kwalificatie: 11de met 14,90m finale: 10de met 15,08m        |
| Mieczysław Łomowski                                                            | kogelstoten (m)          | DNS       | kwalificatie: niet gestart                                   |
| Zbigniew Radziwonowicz                                                         | speerwerpen (m)          | 20e       | kwalificatie groep B: 9de met 61,50m                         |
| Janusz Sidło                                                                   | speerwerpen (m)          | 18e       | kwalificatie groep B: 8ste met 62,16m                        |
| Bogdan Masłowski                                                               | kogelslingeren (m)       | DNS       | kwalificatie groep B: niet gestart                           |
|                                                                                |                          |           |                                                              |
| Elżbieta Bocian                                                                | 100m (v)                 | 46e       | serie 2: 4de in 12,9                                         |
| Maria Arndt                                                                    | 200m (v)                 | 32e       | serie 1: 6de in 25,9                                         |
| Genowefa Minicka                                                               | 200m (v)                 | 32e       | serie 7: 4de in 25,9                                         |
| Eulalia Szwajkowska                                                            | 200m (v)                 | 10e       | serie 5: 1ste in 25,5 halve finale 2: 6de in 25,2            |
| Maria Arndt Maria Ilwicka Genowefa Minicka Eulalia Szwajkowska Elżbieta Bocian | 4x100m (v)               | 12e       | serie 1: 4de in 41,8                                         |
| Elżbieta Duńska                                                                | verspringen (v)          | 12e       | kwalificatie groep A: 7de met 5,43m finale: 12de met 5,65m   |
| Maria Ilwicka                                                                  | verspringen (v)          | 32e       | kwalificatie groep A: 16de met 5,09m                         |
| Magdalena Breguła                                                              | kogelstoten (v)          | 10e       | 5kwalificatie: 6de met 13,05m finale: 10de met 12,93m        |
| Elżbieta Krysińska                                                             | kogelstoten (v)          | 16e       | kwalificatie: 16de met 11,50m                                |
| Maria Ciach                                                                    | speerwerpen (v)          | 7e        | kwalificatie: 12de met 39,96m finale: 7de met 44,31m         |

### Boksen
| Olympiër            | Onderdeel   | Resultaat | Prestatie |
| ------------------- | ----------- | --------- | --- |
| Henryk Kukier       | -51kg (m)   | 17e       | 1ste ronde: V van GER Basel: 0-3 |
| Henryk Niedzwiedzki | -54kg (m)   | 9e        | 1ste ronde: W van AUS Gower: knock-out 2de ronde: V van FIN Hamalainen: 0-3 |
| Lech Drogosz        | -57kg (m)   | 5e        | 1ste ronde: W van BIR Nyein: 3-0 2de ronde: W van BRA Galasso: 3-0 kwartfinale: V van ITA Caprari: 0-3                                                                             |
| Lech Drogosz        | -60kg (m)   | Zilver    | 1ste ronde: W van PHI Enríquez: 3-0 2de ronde: W van GER Wohlers: 3-0 kwartfinale: W van GBR Reardon: 3-0 halve finale: W van ROU Fiat: walk-over finale: V van ITA Bolognesi: 1-2 |
| Leszek Kudłacik     | -63,5kg (m) | 17e       | 1ste ronde: V van FRA Weissmann: 1-2 |
| Zygmunt Chychła     | -67kg (m)   | Goud      | 1ste ronde: W van BEL Wouters: 3-0 2de ronde: W van MEX Noriega: 3-0 kwartfinale: W van TCH Torma: 2-1 halve finale: W van GER Heidemann: 2-1 finale: W van URS Scherbakov: 3-0    |
| Jerzy Krawczyk      | -71kg (m)   | 9e        | 1ste ronde: vrij 2de ronde: V van URS Tishin: knock-out |
| Henryk Nowara       | -75kg (m)   | 17e       | 1ste ronde: V van PAK Khan: 1-2 |
| Tadeusz Grzelak     | -81kg (m)   | 5e        | 1ste ronde: vrij 2de ronde: W van AUT Pfitscher: 3-0 kwartfinale: V van USA LaFollette Ray Lee: 0-3                                                                                |
| Antoni Gościański   | +81kg (m)   | 12e       | 1ste ronde: V van URS Šocikas: knock-out |

### Gewichtheffen
| Olympiër          | Onderdeel   | Resultaat | Prestatie                                                                                |
| ----------------- | ----------- | --------- | ---------------------------------------------------------------------------------------- |
| Augustyn Dziedzic | -56kg (m)   | 13e       | drukken: 17de met 70kg trekken: 13de met 80kg stoten: 17de met 95kg totaal: 265kg        |
| Henryk Skowronek  | -60kg (m)   | 21e       | drukken: 22ste met 77,5kg trekken: 21ste met 85kg stoten: 19de met 110kg totaal: 272,5kg |
| Edward Ścigała    | -67,5kg (m) | 21e       | drukken: 23ste met 77,5kg trekken: 21ste met 90kg stoten: 19de met 120kg totaal: 290kg   |
| Czesław Białas    | -82,5kg (m) | 19e       | drukken: 22ste met 87,5kg trekken: 18de met 107,5kg stoten: 19de met 130kg totaal: 325kg |

### Hockey
| Olympiër | Onderdeel | Resultaat | Prestatie                        |
| --- | --------- | --------- | -------------------------------- |
| Alfons Flinik Antoni Adamski Bronisław Pawlicki Eugeniusz Czajka Jan Flinik Jan Małkowiak Maksymilian Małkowiak Narcyz Maciaszczyk Ryszard Marzec Zdzisław Wojdylak Henryk Flinik Tadeusz Adamski Jerzy Siankiewicz Zdzisław Starzyński | mannen    | 9e        | 1ste ronde: V van Duitsland: 2-7 |

### Roeien
| Olympiër                                                                    | Onderdeel       | Resultaat | Prestatie                                                                                                |
| --------------------------------------------------------------------------- | --------------- | --------- | --- |
| Teodor Kocerka                                                              | skiff (m)       | Brons     | serie 3: 2de in 7.59,5 halve finale 1: 4de in 9.10,6 herkansingen: 1ste in 7.41,8 finale: 3de in 8.19,4  |
| Jan Świątkowski Stanisław Wieśniak                                          | twee-zonder (m) | 10e       | serie 2: gediskwalificeerd herkansingen: 2de in 7.39,7                                                   |
| Czesław Lorenc Romuald Thomas Zdzisław Michalski                            | twee-met (m)    | 7e        | serie 2: 2de in 7.59,8 halve finale 2: 3de in 8.12,1 herkansingen: 2de in 8.00,9                         |
| Edward Schwarzer Zbigniew Schwarzer Henryk Jagodziński Zbigniew Żarnowiecki | vier-zonder (m) | 5e        | serie 2: 3de in 6.43,0 herkansingen: 1ste in 6.45,9 herkansingen 2: 1ste in 6.43,0 finale: 5de in 7.28,2 |

### Schermen
| Olympiër                                                                                           | Onderdeel      | Resultaat | Prestatie |
| -------------------------------------------------------------------------------------------------- | -------------- | --------- | --- |
| Adam Krajewski                                                                                     | degen (m)      | 38e       | 1ste ronde groep 1: 1ste met 5 overwinningen kwartfinale 4: 8ste met 2 overwinningen                                                                                         |
| Jan Nawrocki                                                                                       | degen (m)      | DNS       | 1ste ronde: niet gestart |
| Andrzej Przeździecki                                                                               | degen (m)      | 32e       | 1ste ronde groep 4: 4de met 3 overwinningen kwartfinale 3: 7de met 2 overwinningen                                                                                           |
| Wojciech Rydz                                                                                      | degen (m)      | 35e       | 1ste ronde groep 3: 4de met 4 overwinningen kwartfinale 1: 8ste met 2 overwinningen                                                                                          |
| Andrzej Przeździecki Wojciech Rydz Jan Nawrocki Adam Krajewski Zygmunt Grodner Adolf Czypionka     | degen team (m) | 13e       | 1ste ronde groep 1: 3de V van Zweden: 0-9 V van Groot-Brittannië: 6-10 |
| Zbigniew Czajkowski                                                                                | floret (m)     | DNS       | 1ste ronde: niet gestart |
| Jerzy Pawłowski                                                                                    | floret (m)     | 20e       | 1ste ronde groep 7: 4de met 3 overwinningen kwartfinale 2: 4de met 3 overwinningen                                                                                           |
| Jerzy Twardokens                                                                                   | floret (m)     | 19e       | 1ste ronde groep 4: 2de met 4 overwinningen kwartfinale 3: 7de met 2 overwinningen                                                                                           |
| Jerzy Pawłowski                                                                                    | sabel (m)      | 17e       | 1ste ronde groep 4: 1ste met 5 overwinningen kwartfinale 5: 2de met 4 overwinningen halve finale 2: 6de met 1 overwinning                                                    |
| Leszek Suski                                                                                       | sabel (m)      | 16e       | 1ste ronde groep 1: 2de met 4 overwinningen kwartfinale 1: 2de met 5 overwinningen halve finale 3: 5de met 1 overwinning                                                     |
| Jerzy Twardokens                                                                                   | sabel (m)      | DNS       | 1ste ronde: niet gestart |
| Wojciech Zabłocki                                                                                  | sabel (m)      | 32e       | 1ste ronde groep 2: 1ste met 6 overwinningen kwartfinale 2: 7de met 2 overwinningen                                                                                          |
| Jerzy Twardokens Leszek Suski Jerzy Pawłowski Wojciech Zabłocki Zygmunt Pawlas Zbigniew Czajkowski | sabel team (m) | 5e        | 1ste ronde groep 1: 1ste W van Frankrijk: 6-1 G van Roemenië: 8-8 kwartfinale 4: 1ste W van Egypte: 10-6 halve finale 2: 4de V van Italië: 4-11 V van Verenigde Staten: 6-10 |
| |                |           | |
| Irena Nawrocka                                                                                     | floret (v)     | 20e       | 1ste ronde groep 4: 1ste met 3 overwinningen kwartfinale 4: 5de met 2 overwinningen                                                                                          |
| Maria Sołtan                                                                                       | floret (v)     | 32e       | 1ste ronde groep 1: 6de met 1 overwinning |
| Wanda Włodarczyk                                                                                   | floret (v)     | 37e       | 1ste ronde groep 2: 7de met 1 overwinning |

### Schietsport
| Olympiër              | Onderdeel | Resultaat | Prestatie  |
| --------------------- | --------- | --------- | ---------- |
| Olgierd Darżynkiewicz | trap (m)  | 20e       | 181 punten |
| Józef Kiszkurno       | trap (m)  | 9e        | 185 punten |

### Turnen
| Olympiër | Onderdeel                      | Resultaat | Prestatie     |
| --- | ------------------------------ | --------- | ------------- |
| Paweł Gaca | brug (m)                       | 74e       | 17,90 punten  |
| Paweł Gawron | brug (m)                       | 81e       | 17,85 punten  |
| Jerzy Jokiel | brug (m)                       | 116e      | 17,10 punten  |
| Ryszard Kucjas | brug (m)                       | 115e      | 17,20 punten  |
| Zdzisław Lesiński | brug (m)                       | 165e      | 14,85 punten  |
| Szymon Sobala | brug (m)                       | 57e       | 18,15 punten  |
| Jerzy Solarz | brug (m)                       | 107e      | 17,45 punten  |
| Paweł Świętek | brug (m)                       | 87e       | 17,75 punten  |
| Paweł Gaca | paard voltige (m)              | 55e       | 17,80 punten  |
| Paweł Gawron | paard voltige (m)              | 63e       | 17,70 punten  |
| Jerzy Jokiel | paard voltige (m)              | 158e      | 12,80 punten  |
| Ryszard Kucjas | paard voltige (m)              | 155e      | 13,30 punten  |
| Zdzisław Lesiński | paard voltige (m)              | 108e      | 16,05 punten  |
| Szymon Sobala | paard voltige (m)              | 51e       | 17,90 punten  |
| Jerzy Solarz | paard voltige (m)              | 114e      | 15,70 punten  |
| Paweł Świętek | paard voltige (m)              | 95e       | 16,50 punten  |
| Paweł Gaca | rekstok (m)                    | 67e       | 17,75 punten  |
| Paweł Gawron | rekstok (m)                    | 79e       | 17,45 punten  |
| Jerzy Jokiel | rekstok (m)                    | 87e       | 17,30 punten  |
| Ryszard Kucjas | rekstok (m)                    | 119e      | 16,35 punten  |
| Zdzisław Lesiński | rekstok (m)                    | 127e      | 16,10 punten  |
| Szymon Sobala | rekstok (m)                    | 63e       | 17,85 punten  |
| Jerzy Solarz | rekstok (m)                    | 178e      | 9,50 punten   |
| Paweł Świętek | rekstok (m)                    | 148e      | 15,10 punten  |
| Paweł Gaca | ringen (m)                     | 180e      | 10,35 punten  |
| Paweł Gawron | ringen (m)                     | 117e      | 16,70 punten  |
| Jerzy Jokiel | ringen (m)                     | 131e      | 16,00 punten  |
| Ryszard Kucjas | ringen (m)                     | 102e      | 17,35 punten  |
| Zdzisław Lesiński | ringen (m)                     | 53e       | 18,30 punten  |
| Szymon Sobala | ringen (m)                     | 69e       | 18,00 punten  |
| Jerzy Solarz | ringen (m)                     | 154e      | 15,53 punten  |
| Paweł Świętek | ringen (m)                     | 73e       | 17,80 punten  |
| Paweł Gaca | sprong (m)                     | 73e       | 18,20 punten  |
| Paweł Gawron | sprong (m)                     | 177e      | 17,85 punten  |
| Jerzy Jokiel | sprong (m)                     | 153e      | 16,65 punten  |
| Ryszard Kucjas | sprong (m)                     | 128e      | 17,35 punten  |
| Zdzisław Lesiński | sprong (m)                     | 128e      | 17,35 punten  |
| Szymon Sobala | sprong (m)                     | 140e      | 17,15 punten  |
| Jerzy Solarz | sprong (m)                     | 162e      | 16,05 punten  |
| Paweł Świętek | sprong (m)                     | 164e      | 15,95 punten  |
| Paweł Gaca | vloer (m)                      | 89e       | 17,30 punten  |
| Paweł Gawron | vloer (m)                      | 119e      | 16,60 punten  |
| Jerzy Jokiel | vloer (m)                      | Zilver    | 19,15 punten  |
| Ryszard Kucjas | vloer (m)                      | 89e       | 17,30 punten  |
| Zdzisław Lesiński | vloer (m)                      | 105e      | 16,90 punten  |
| Szymon Sobala | vloer (m)                      | 55e       | 17,90 punten  |
| Jerzy Solarz | vloer (m)                      | 35e       | 18,30 punten  |
| Paweł Świętek | vloer (m)                      | 66e       | 17,70 punten  |
| Paweł Gaca | individuele meerkamp (m)       | 113e      | 99,30 punten  |
| Paweł Gawron | individuele meerkamp (m)       | 109e      | 99,80 punten  |
| Jerzy Jokiel | individuele meerkamp (m)       | 117e      | 99,00 punten  |
| Ryszard Kucjas | individuele meerkamp (m)       | 118e      | 98,85 punten  |
| Zdzisław Lesiński | individuele meerkamp (m)       | 111e      | 99,55 punten  |
| Szymon Sobala | individuele meerkamp (m)       | 60e       | 106,95 punten |
| Jerzy Solarz | individuele meerkamp (m)       | 148e      | 92,30 punten  |
| Paweł Świętek | individuele meerkamp (m)       | 101e      | 100,90 punten |
| Szymon Sobala Paweł Świętek Paweł Gawron Zdzisław Lesiński Paweł Gaca Jerzy Jokiel Ryszard Kucjas Jerzy Solarz                    | meerkamp team (m)              | 13e       | 529,10 punten |
| |                                |           |               |
| Dorota Horzonek | balk (v)                       | 79e       | 16,96 punten  |
| Zofia Kowalczyk | balk (v)                       | 56e       | 17,30 punten  |
| Urszula Łukomska | balk (v)                       | 132e      | 12,36 punten  |
| Honorata Marcińczak | balk (v)                       | 76e       | 17,03 punten  |
| Helena Rakoczy | balk (v)                       | 39e       | 17,66 punten  |
| Stefania Reindl | balk (v)                       | 94e       | 16,53 punten  |
| Stefania Świerzy | balk (v)                       | 35e       | 17,76 punten  |
| Barbara Wilk | balk (v)                       | 65e       | 17,20 punten  |
| Dorota Horzonek | brug (v)                       | 112e      | 16,76 punten  |
| Zofia Kowalczyk | brug (v)                       | 78e       | 16,92 punten  |
| Urszula Łukomska | brug (v)                       | 35e       | 17,80 punten  |
| Honorata Marcińczak | brug (v)                       | 51e       | 17,46 punten  |
| Helena Rakoczy | brug (v)                       | 104e      | 16,00 punten  |
| Stefania Reindl | brug (v)                       | 29e       | 17,86 punten  |
| Stefania Świerzy | brug (v)                       | 61e       | 17,30 punten  |
| Barbara Wilk | brug (v)                       | 38e       | 17,76 punten  |
| Dorota Horzonek | sprong (v)                     | 79e       | 17,49 punten  |
| Zofia Kowalczyk | sprong (v)                     | 93e       | 17,29 punten  |
| Urszula Łukomska | sprong (v)                     | 121e      | 15,62 punten  |
| Honorata Marcińczak | sprong (v)                     | 86e       | 17,36 punten  |
| Helena Rakoczy | sprong (v)                     | 7e        | 18,78 punten  |
| Stefania Reindl | sprong (v)                     | 18e       | 18,46 punten  |
| Stefania Świerzy | sprong (v)                     | 18e       | 18,46 punten  |
| Barbara Wilk | sprong (v)                     | 125e      | 15,29 punten  |
| Dorota Horzonek | vloer (v)                      | 77e       | 17,36 punten  |
| Zofia Kowalczyk | vloer (v)                      | 51e       | 17,69 punten  |
| Urszula Łukomska | vloer (v)                      | 86e       | 17,12 punten  |
| Honorata Marcińczak | vloer (v)                      | 93e       | 17,00 punten  |
| Helena Rakoczy | vloer (v)                      | 18e       | 18,29 punten  |
| Stefania Reindl | vloer (v)                      | 26e       | 18,06 punten  |
| Stefania Świerzy | vloer (v)                      | 22e       | 18,16 punten  |
| Barbara Wilk | vloer (v)                      | 37e       | 17,89 punten  |
| Dorota Horzonek | individuele meerkamp (v)       | 86e       | 67,57 punten  |
| Zofia Kowalczyk | individuele meerkamp (v)       | 67e       | 69,20 punten  |
| Urszula Łukomska | individuele meerkamp (v)       | 123e      | 62,90 punten  |
| Honorata Marcińczak | individuele meerkamp (v)       | 69e       | 68,85 punten  |
| Helena Rakoczy | individuele meerkamp (v)       | 43e       | 70,74 punten  |
| Stefania Reindl | individuele meerkamp (v)       | 38e       | 70,91 punten  |
| Stefania Świerzy | individuele meerkamp (v)       | 27e       | 71,68 punten  |
| Barbara Wilk | individuele meerkamp (v)       | 76e       | 68,14 punten  |
| Stefania Świerzy Stefania Reindl Helena Rakoczy Zofia Kowalczyk Honorata Marcińczak Barbara Wilk Dorota Horzonek Urszula Łukomska | meerkamp team (v)              | 8e        | 483,72 punten |
| Stefania Świerzy Stefania Reindl Helena Rakoczy Zofia Kowalczyk Honorata Marcińczak Barbara Wilk Dorota Horzonek Urszula Łukomska | team draagbaar gereedschap (v) | 8e        | 69,20 punten  |

### Voetbal
| Olympiër | Onderdeel | Resultaat | Prestatie                                                         |
| --- | --------- | --------- | ----------------------------------------------------------------- |
| Czesław Suszczyk Ewald Cebula Edward Szymkowiak Gerard Cieślik Henryk Alszer Hubert Banisz Jan Wiśniewski Jerzy Krasówka Józef Mamoń Kazimierz Kaszuba Kazimierz Trampisz Paweł Sobek Tomasz Stefaniszyn Władysław Gędłek Zdzisław Bieniek Tadeusz Glimas Zbigniew Jaskowski | mannen    | 9e        | voorronde: W van Frankrijk: 2-1 1ste ronde: V van Denemarken: 0-2 |

### Worstelen
| Olympiër           | Onderdeel      | Resultaat      | Prestatie |
| Grieks-Romeins     | Grieks-Romeins | Grieks-Romeins | Grieks-Romeins                                                                                                |
| ------------------ | -------------- | -------------- | --- |
| Rudolf Toboła      | -57kg (m)      | 12e            | 1ste ronde: V van URS Teryan: val 2de ronde: V van ITA Lombardi: 0-3                                          |
| Ernest Gondzik     | -62kg (m)      | 8e             | 1ste ronde: W van YUG Torma: 2-1 2de ronde: W van ROU Horvath: 2-1 3de ronde: V van HUN Polyák: 0-3           |
| Zbigniew Szajewski | -67kg (m)      | 10e            | 1ste ronde: V van FRA Verdaine: 0-3 2de ronde: W van GUA Pérez: val 3de ronde: V van TCH Athanasov: walk-over |
| Antoni Gołaś       | -73kg (m)      | 13e            | 1ste ronde: V van TUR Şenol: 0-3 2de ronde: V van URS Marushkin: 0-3                                          |
| Jerzy Gryt         | -79kg (m)      | 9e             | 1ste ronde: V van URS Belov: val 2de ronde: V van HUN Németi: val                                             |

### Zwemmen
| Olympiër                                                            | Onderdeel             | Resultaat | Prestatie                                            |
| ------------------------------------------------------------------- | --------------------- | --------- | ---------------------------------------------------- |
| Gotfryd Gremlowski                                                  | 400m vrije slag (m)   | 13e       | serie 1: 3de in 4.49,0 halve finale 1: 6de in 4.47,4 |
| Gotfryd Gremlowski                                                  | 1500m vrije slag (m)  | 10e       | serie 1: 2de in 19.17,5                              |
| Jerzy Boniecki                                                      | 100m rugslag (m)      | 31e       | serie 2: 6de in 1.13,4                               |
| Marek Petrusewicz                                                   | 200m schoolslag (m)   | 19e       | serie 1: 3de in 2.44,0                               |
| Gotfryd Gremlowski Antoni Tołkaczewski Józef Lewicki Jerzy Boniecki | 4x200m vrije slag (m) | 13e       | serie 3: 5de in 9.13,7                               |
|                                                                     |                       |           |                                                      |
| Irena Milnikiel                                                     | 100m rugslag (v)      | 19e       | serie 2: 6de in 1.25,5                               |
| Aleksandra Mrozówna                                                 | 200m schoolslag (v)   | DSQ       | serie 2: gediskwalificeerd                           |

Argentinië · Australië · Bahama's · België · Bermuda · Birma · Brazilië · Brits-Guiana · Bulgarije · Canada · Ceylon · Chili · China · Cuba · Denemarken · Duitsland · Egypte · Filipijnen · Finland · Frankrijk · Goudkust · Griekenland · Groot-Brittannië · Guatemala · Hongarije · Hongkong · Ierland · IJsland · India · Indonesië · Iran · Israël · Italië · Jamaica · Japan · Joegoslavië · Libanon · Liechtenstein · Luxemburg · Mexico · Monaco · Nederland · Nederlandse Antillen · Nieuw-Zeeland · Nigeria · Noorwegen · Oostenrijk · Pakistan · Panama · Polen · Portugal · Puerto Rico · Roemenië · Saarland · Singapore ·  Sovjet-Unie · Spanje · Thailand · Trinidad en Tobago · Tsjecho-Slowakije · Turkije · Uruguay · Venezuela · Verenigde Staten · Vietnam · Zuid-Afrika · Zuid-Korea · Zweden · Zwitserland